# Scionomia lignicolor
Scionomia lignicolor là một loài bướm đêm trong họ Geometridae.